# Emmerich Kienmann
Emmerich Kienmann (* 5. November 1854 in Röschitz; † 24. Jänner 1912 in Krems) war von 1897 bis 1906 ein Abgeordneter zum Abgeordnetenhaus des Österreichischen Reichsrates und Sportfunktionär. Kienmann engagierte sich für den Sportunterricht.